# Stadtsparkasse Mönchengladbach
Die Stadtsparkasse Mönchengladbach ist eine Sparkasse in Nordrhein-Westfalen mit Sitz in Mönchengladbach. Sie ist eine Anstalt des öffentlichen Rechts.

## Geschäftsgebiet und Träger
Gemäß Satzung umfasst das Geschäftsgebiet der Stadtsparkasse Mönchengladbach die Stadt Mönchengladbach sowie die angrenzenden Kreise Heinsberg, Viersen und den Rhein-Kreis-Neuss. Trägerin ist die kreisfreie Stadt Mönchengladbach.

## Geschäftszahlen
Die Stadtsparkasse Mönchengladbach wies im Geschäftsjahr 2023 eine Bilanzsumme von 5,506 Mrd. Euro aus und verfügte über Kundeneinlagen von 4,27 Mrd. Euro. Gemäß der Sparkassenrangliste 2023 liegt sie nach Bilanzsumme auf Rang 80. Sie unterhält 23 Filialen/Selbstbedienungsstandorte und beschäftigt 828 Mitarbeiter.

## Sparkassen-Finanzgruppe
Die Stadtsparkasse Mönchengladbach ist Teil der Sparkassen-Finanzgruppe und gehört damit auch ihrem Haftungsverbund an. Er sichert den Bestand der Institute und sorgt dafür, dass sie auch im Fall der Insolvenz einzelner Sparkassen alle Verbindlichkeiten erfüllen können. Die Sparkasse vermittelt Bausparverträge der regionalen Landesbausparkasse, offene Investmentfonds der Deka und Versicherungen der Provinzial Rheinland. Im Bereich des Leasing arbeitet die Stadtsparkasse Mönchengladbach mit der  Deutschen Leasing zusammen. Die Funktion der Sparkassenzentralbank nimmt die Landesbank Hessen-Thüringen wahr.

## Geschichte

### Gründung der Sparkasse im 19. Jahrhundert
Das Statut der „Sparkasse der Bürgermeisterei Gladbach“, wurde am 13. September 1853 vom Oberpräsidenten der preußischen Rheinprovinz Hans Hugo von Kleist-Retzow genehmigt. Damals lebten in der Spezialgemeinde Gladbach erst rund 4.000 Einwohner, dagegen hatte die Bürgermeisterei Gladbach mehr als 12.000 Einwohner. Sie bestand aus den drei Spezialgemeinden Gladbach, Obergeburth und Oberniedergeburth. Die Sparkasse war in der ehemaligen Benediktinerabtei untergebracht.
Am 30. Januar 1854 genehmigte der Oberpräsident in Koblenz das Statut für die „Sparkasse der Gemeinde Rheydt“. Untergebracht war sie im alten Rathaus, das zum Gebäudekomplex des ehemaligen Alexanderklosters gehörte.
Am 24. März 1886 genehmigte der Oberpräsident der Rheinprovinz Moritz Heinrich Albrecht von Bardeleben das Statut der „Sparkasse zu Wickrath“. Die Sparkasse sollte nicht nur das Sparen fördern, sondern auch „den Wohlhabenderen der Gemeinde und sonstigen Instituten die Möglichkeit gewähren, kleine Kapitalien vorübergehend nutzbar zu machen“.

### Ausbau und Zusammenschlüsse bis zur Mitte des 20. Jahrhunderts
Die Kundenzahl wuchs und so wurden die Geschäftsräume zu klein. Im Rat einigte man sich auf die Einrichtung von drei Zweigstellen, die am 1. Mai 1901 ihren Geschäftsbetrieb aufnahmen. 1911 hatte die Sparkasse bereits sieben Zweigstellen und es wurden Grundstücke für einen Neubau am Alten Markt gekauft. Am 19. Juni 1912 gingen die ersten eigenen Räumlichkeiten der Sparkasse Gladbach in Betrieb.
Mit der Eingemeindung von München-Gladbach-Land, Neuwerk und Rheindahlen wird „München Gladbach“ mit 113.218 Einwohnern zur Großstadt. Die Städtische Sparkasse Rheindahlen ging in der Sparkasse M. Gladbach auf.
Das Gesetz über die kommunale Neugliederung des rheinisch-westfälischen Industriegebiets vom 1. August 1929 sorgte für Zusammenschluss der Stadtgemeinden München Gladbach und Rheydt unter Eingliederung von Odenkirchen, Giesenkirchen, Schelsen und Hardt zur Stadt „Gladbach-Rheydt“, die knapp 200.000 Einwohner zählte. Gleichzeitig erfolgte die Zusammenlegung der Sparkassen zur Städtischen Sparkasse Gladbach-Rheydt. Als die Nationalsozialisten am 1. August 1933 das „Gesetz über die Aufteilung der Stadtgemeinde Gladbach-Rheydt“ erließen, wurden die Städtische Sparkasse Gladbach und die Städtische Sparkasse Rheydt wieder selbständig.

### Wirtschaftswunderzeit
Im „Wirtschaftswunder“ feierten die Sparkassen Gladbach und Rheydt ihr 100-jähriges Bestehen. Am 11. September 1953 eröffnete die neue Gladbacher Hauptstelle am Bismarckplatz und 1955 die Hauptstelle der städtischen Sparkasse Rheydt an der Marktstraße.
1958 verabschiedete der Nordrhein-Westfälische Landtag ein neues Sparkassengesetz, aufgrund dessen die Sparkassen auch neue Satzungen erhielten. Die Mitarbeiter waren ab diesem Zeitpunkt nicht mehr Bedienstete der Stadt, sondern Angestellte der Sparkasse.
Die Einführung der bargeldlosen Lohn- und Gehaltszahlung führte Ende der 1950er Jahre zu einer bis dahin nie gekannten Inanspruchnahme von Finanzdienstleistungen durch breite Bevölkerungskreise. Lag die Geschäftstätigkeit früher hauptsächlich auf dem Einlagen- und Kreditgeschäft, führten die besseren Wirtschafts- und Vermögensstrukturen dazu, dass verstärkt auch neue Angebote wie Konsumentenkredite, Dispositionskredite, diverse Sparformen sowie das Wertpapiersparen in Anspruch genommen wurden. Die Sparkasse entwickelte sich zum Universal-Kreditinstitut. Gleichzeitig führten das starke Wachstum der Kundenzahl sowie die Erschließung neuer Wohngebiete zur Eröffnung weiterer Zweigstellen.

### Technischer Fortschritt
1963 stellte die Sparkasse Mönchengladbach auf die elektronische Datenverarbeitung um. Fünf Jahre später nahm die Sparkasse Rheydt ihre erste EDV-Anlage in Betrieb. Eine „Fahrbare Zweigstelle“ nahm 1965 in Mönchengladbach und ein Jahr später auch in Rheydt ihren Dienst auf. Die letzte Fahrt erfolgte 1993.
Die Stadtsparkasse Mönchengladbach offeriert 1969 erstmals in Deutschland Wohnungsbaufinanzierungen bis zu 90 % der angemessenen Bau- und Bodenkosten zu Konditionen, wie sie sonst nur für erstrangige Hypotheken angeboten werden. Für viele Kundinnen und Kunden wird damit der Wunsch vom Eigenheim wahr.

### Vereinigung zur Stadtsparkasse Mönchengladbach
Am 1. Januar 1975 wurden Mönchengladbach, Rheydt und Wickrath zur neuen Stadt Mönchengladbach. Das führte zur Fusion der drei Sparkassen im neu entstandenen Stadtgebiet mit Wirkung vom 1. Januar 1976 zur Stadtsparkasse Mönchengladbach.
Um eine neue Hauptstelle zu errichten, wurde am 21. Juli 1988 das alte Gebäude der Stadtsparkasse am Bismarckplatz gesprengt. In den folgenden drei Jahren arbeiten Mitarbeiterinnen und Mitarbeiter in provisorischen Unterkünften, während die Bauarbeiten auf Hochtouren laufen. Am 11. Juli 1991 wurde der Neubau der Sparkassenhauptstelle am Bismarckplatz feierlich eröffnet. Das Gebäude entspricht modernen technischen und betriebswirtschaftlichen Erfordernissen und ist mit großzügigen Räumen für Kundenberatung und -service sowie mitarbeiterfreundlichen Arbeitsplätzen ausgestattet. Neben zahlreichen Werken bekannter Mönchengladbacher Künstler bildet die Wasser-Licht-Skulptur von Heinz Mack den Mittelpunkt der Kundenhalle.

### Weiterentwicklung
Sich rasch vollziehende Marktveränderungen in den 90er Jahren führen zur Entwicklung einer neuen Vertriebsstruktur der Sparkasse. Privat- und Firmenkunden werden in separaten Geschäftsbereichen von spezialisierten Beraterinnen und Beratern betreut. Fachspezifische Betreuungscenter werden eingerichtet und der Kundenservice wird in den Filialen neu strukturiert.
Im Jahr 1997 geht die Stadtsparkasse Mönchengladbach erstmals mit ihrer eigenen Internetseite online.
Am 1. Januar 2002 löst der Euro die DM ab. Vier Millionen Euro-Banknoten im Wert von 240 Millionen Euro sowie 25 Millionen Euro-Münzen mit einem Wert von 7,6 Millionen Euro ordert die Stadtsparkasse bei der Landeszentralbank. 
Optimiert für Smartphone, Tablet, Notebook und PC geht am 9. Mai 2017 die neue Internetfiliale der Stadtsparkasse online und bietet komfortable Suchfunktionen, übersichtliche Inhalte und zahlreiche Services, die online erledigt werden können. Zeitgleich startet das KundenServiceCenter in der Sparkassenhauptstelle. Montag bis Freitag übernehmen mehr als 30 ausgebildete Bankkaufleute die eingehenden Telefonanrufe der Filialen und erledigen alltägliche Finanzgeschäfte in einer breiten Service-Palette schnell und zuverlässig per Telefon.

### Aktuelles
Zwei von drei Mönchengladbacher Bürgerinnen und Bürgern sind Kunde der Stadtsparkasse. Zahlreiche Filialen im Stadtgebiet garantieren eine kundennahe, persönliche und qualifizierte Beratung. Eine breit gefächerte Produktpalette, marktgerechte Konditionen und engagierte Mitarbeiterinnen und Mitarbeiter bilden das Fundament individueller Betreuung. Zudem ist sich die Stadtsparkasse Mönchengladbach ihrer über 160-jährigen Verwurzelung mit der Stadt bewusst. Sie fördert und unterstützt breite Bereiche des sozialen, kulturellen und sportlichen Lebens in der Stadt.

## Gesellschaftliches Engagement
Die Stadtsparkasse engagiert sich mit Stiftungen, Spenden und Sponsoring für Initiativen und Vereine im Geschäftsgebiet. Gefördert werden neben Sport und Kultur auch Initiativen im Bereich Soziales und Umwelt.

### Stiftungen
Zum 125-jährigen Jubiläum wurde 1978 die „Sparkassenstiftung für Kunst und Wissenschaft“ gegründet. Das Stiftungskapital betrug damals eine Million D-Mark.
Die zweite Stiftung trägt den Titel „Sparkassenstiftung für Mönchengladbach“ und wurde im Jahr 2000 ins Leben gerufen. Sie soll dort eintreten, wo die Lebenssituationen der Menschen es erfordern. Dies beginnt bei der Ausstattung von Kindergärten und endet bei Zuwendungen an Altenheime. Das Stiftungskapital belief sich bei Gründung auf eine Million D-Mark.
Mit einem Anfangskapital von zwei Millionen Euro wurde am 1. Januar 2012 die Sparkassenstiftung für Jugend und Jugendsport in Mönchengladbach gegründet. Sie fördert Bildung und Erziehung, Jugendhilfe, Kunst und Kultur, Heimatpflege und Heimatkunde, traditionelles Brauchtum sowie Sport ausschließlich für Kinder und Jugendliche in Mönchengladbach.
Das Gesamtkapital der drei Mönchengladbacher Sparkassenstiftungen beläuft sich derzeit auf 12,9 Millionen Euro.

### Spenden
Aus dem PS-Zweckertrag wurden seitens der Stadtsparkasse Mönchengladbach schon weit mehr als 20 Millionen Euro an Mönchengladbacher Vereine, Kirchengemeinden und Vereinigungen übergeben. Jährlich kommen mehr als eine halbe Millionen Euro hinzu. Ein Großteil dieses Geldes hat die Mönchengladbacher Jugend erhalten. Fußball- und andere Ballsportmannschaften, Kindergärten oder Schulen haben mit den Sparkassen-Spenden ihre Vorhaben zu realisiert. Die Maßnahmen im Jugendbereich sind vielfältig und erstrecken sich beispielsweise über Verkehrssicherheitsbeutel für Erstklässler bis hin zur Anschaffung von Trikots und Trainingsanzügen, Musikwettbewerbe, Schultheater- oder auch Lerncoaching-Projekte.
Als regional verwurzeltes Unternehmen setzt die Sparkasse sich mit ein für die Entwicklung der Stadt und das Wohlergehen ihrer Bürgerinnen und Bürger. Neben der gezielten Förderung der Jugend steht besonders die Förderung des Brauchtums sowie der Kunst und Kultur im Mittelpunkt ihres Interesses. So werden kulturelle Projekte wie Benefizkonzerte und Ausstellungen ebenso gefördert wie die Anschaffung von Uniformen für Karnevalsgesellschaften und Schützenvereine.

## Nachhaltigkeit
Eine nachhaltige Entwicklung verbindet wirtschaftlichen Fortschritt mit sozialer Gerechtigkeit und mit dem Schutz der natürlichen Umwelt. Als Teil der Sparkassen-Finanzgruppe bekennt sich die Stadtsparkasse Mönchengladbach zu diesem Prinzip. Auch die zukünftigen Generationen sollen die gleichen Chancen auf ein gutes Leben haben. Sie setzt sich in ihrem Geschäftsgebiet für die Erreichung der Ziele des Pariser Klimaabkommens und der 17 Nachhaltigkeitsziele der Vereinten Nationen ein. 
Mit ihrer Haltung, ihren Produkten sowie Dienstleistungen und ihrem gesamten gesellschaftlichen Engagement beteiligt sich die Stadtsparkasse Mönchengladbach aktiv an der ökologischen, ökonomischen und sozialen Transformation von Wirtschaft und Gesellschaft. Sie leistet so einen wichtigen Beitrag zur nachhaltigen Entwicklung in der Region.